# Godewaersvelde
Godewaersvelde – miejscowość i gmina we Francji, w regionie Hauts-de-France, w departamencie Nord.
Według danych na rok 1990 gminę zamieszkiwało 1738 osób, a gęstość zaludnienia wynosiła 146 osób/km² (wśród 1549 gmin regionu Nord-Pas-de-Calais Godewaersvelde plasuje się na 396. miejscu pod względem liczby ludności, natomiast pod względem powierzchni na miejscu 227.).